# Tarzan of the Apes (1918)
Tarzan, O Homem Macaco (Tarzan of the Apes, no original em inglês) é um filme norte-americano de 1918, do gênero aventura, dirigido por Scott Sidney e estrelado por Elmo Lincoln e Enid Markey.

## A produção

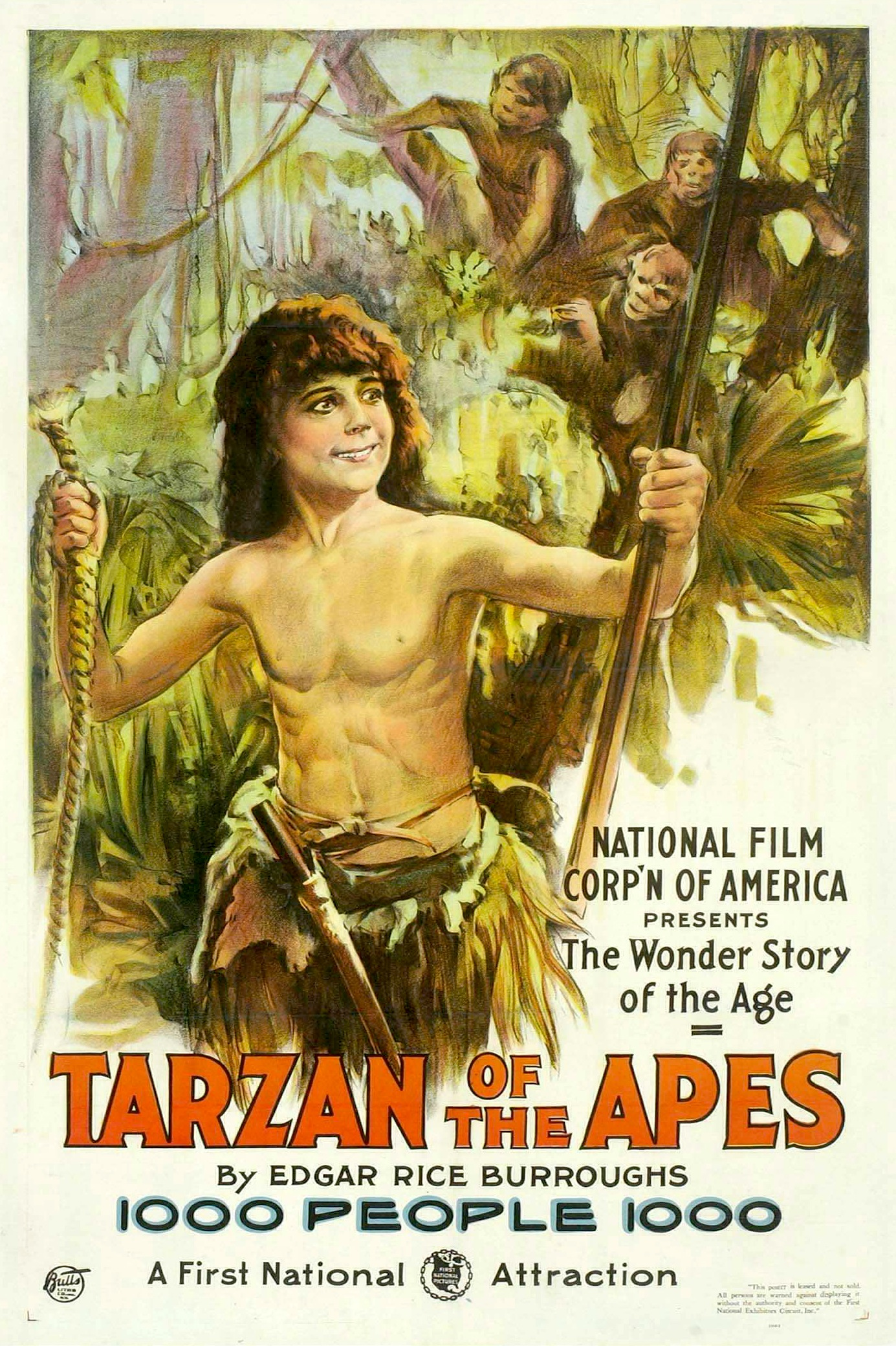
Outro cartaz do filme, com destaque para Gordon Griffith, que interpreta o herói quando jovem.

Esta é a primeira versão cinematográfica do herói Tarzan, uma criação literária de Edgar Rice Burroughs. Em 1916, Burroughs vendeu os direitos de filmagem do romance Tarzan of the Apes, publicado em 1912, para William Parsons. O contrato celebrado rezava que Burroughs receberia 5000 dólares adiantados e outros 50 000 em forma de ações. Cinco meses depois, Parsons, um vendedor de seguros de vida de Chicago, fundava a National Film Corporation of America para produzir a película. O próprio Burroughs tornou-se o Diretor Geral da nova companhia.
Parsons decidiu rodar a produção em Morgan City, cuja natureza era semelhante às paisagens do Brasil, mostradas em uns filmes que ele adquirira e que pretendia usar como cenários de fundo. O ator escolhido para o papel principal foi o nova-iorquino e tocador de ukelele Winslow Wilson. Entretanto, nem bem as filmagens começaram, Wilson alistou-se no Exército para lutar na Primeira Guerra Mundial e para seu lugar foi chamado Elmo Lincoln, um protegido de D. W. Griffith, que contava 28 anos na época.
Lincoln, com 100 kg e quase dois metros de altura, voou pouco de galho em galho, porém matou de verdade um leão durante uma sequência de luta. Ele também teve de usar uma peruca, pois possuía pouco cabelo. Já os macacos com quem contracena foram "interpretados" por um grupo de jovens de um clube de Nova Orleães, devidamente disfarçados para parecer gorilas, pois naquela época considerava-se muito arriscado usar símios reais.
Os roteiristas modificavam a história a todo momento e no final filmou-se sem roteiro algum, para desespero de Burroughs, mas surpreendentemente o resultado foi bastante fiel ao livro.
O filme estreou em Nova Iorque em 27 de janeiro de 1918 e foi um enorme sucesso, tanto de público quanto de crítica. De fato, Tarzan, O Homem Macaco foi uma das primeiríssimas produções do cinema mudo a render mais de 1 000 000 dólares.
O filme encontra-se em domínio público e, portanto, pode ser baixado gratuitamente no Internet Archive.

## Sinopse

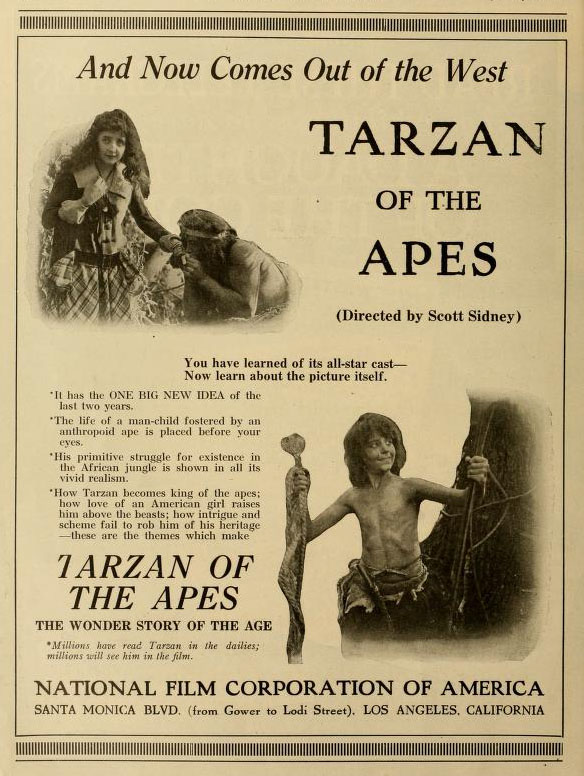
Cartaz de 1918

Lord e Lady Greystoke são abandonados em uma ilha deserta por marinheiros amotinados. Lady Greystoke morre após dar à luz um bebê, o futuro Tarzan. Em seguida, seu marido é morto por grandes macacos, um dos quais, a fêmea Kala, pega a criança e a cria como filho. Tarzan cresce na floresta e aprende a ler com os livros que encontra numa caixa.
Binns, um marinheiro, torna-se seu amigo e leva para a Inglaterra a notícia de que o herdeiro dos Greystoke está vivo. Uma expedição é formada e segue para a África. Nela estão, entre outros, Jane Porter, seu pai e seu noivo, que vem a ser sobrinho de Lord Greystoke. Quando Tarzan e Jane se encontram, eles se apaixonam.

## Recepção crítica
Segundo o historiador Gabe Essoe, em seguida à estreia, o The Chicago Journal exclamou entusiasmado: "Espere para ver os macacos, os leões e os elefantes 'atuarem' no filme"; Elizabeth Lang Foy escreveu no Film Magazine: "Muitos de nós já leram o livro... que a filmagem dessa singular história tenha resultado em um empreendimento valioso parece ser o veredito unânime"; e o crítico Mirilo, no Theatre Magazine resumiu:"O mais fascinante neste filme é a sua singularidade".
Para Leonard Maltin, o filme é "surpreendentemente assistível (...), apesar de Lincoln aparentar cinquenta anos e ostentar uma barriga de cerveja".

## Elenco
| Ator/Atriz       | Personagem                    |
| ---------------- | ----------------------------- |
| Elmo Lincoln     | Tarzan                        |
| Enid Markey      | Jane Porter                   |
| True Boardman    | John Clayton, Lorde Greystoke |
| Kathleen Kirkham | Alice Clayton, Lady Greystoke |
| George B. French | Binns                         |
| Gordon Griffith  | Tarzan jovem                  |
| Colin Kenny      | Sobrinho de Lord Greystoke    |
| Thomas Jefferson | Professor Porter, pai de Jane |
| Bessie Toner     | Camareira                     |
| Jack Wilson      | Capitão do navio              |
| Louis Morrison   | Taberneiro                    |
| Frank Merrill    | Dublê                         |